# Aveny (biograf, Göteborg)
Aveny var en biograf på Kungsportsavenyen 25 i Göteborg, som öppnades 13 december 1939. Premiärfilmen var Kalle på Spången, och Edvard Persson själv närvarade vid invigningen.
Biografen var ritad av arkitekten Nils Olsson, som ritat flera andra göteborgsbiografer. Aveny märktes bland annat för sin annorlunda utsmyckning. En iögonenfallande detalj var att biografens namn projicerades på trottoaren utanför.
En annan synnerligen notabel detalj var ett konstverk, föreställande en kvinna i en springbrunn, med ett jordklot i sina uppsträckta händer. Konstverket var placerat mitt för duken i salongen, och sjönk ner genom golvet när ridån gick upp. Statyn hade utförts av den göteborgske bildhuggaren Erling Walldeby.
Statyn flyttades vid Avenys stängning till biografen Palladium. Efter Palladiums stängning flyttades den till Filmstaden Bergakungen, där den står uppställd i omedelbar anslutning till VIP-loungen.
Biografen Aveny stängdes 1996.